# Медведюк Ігор Миколайович
І́гор Микола́йович Медведю́к — старший сержант Збройних сил України, учасник російсько-української війни.

## Життєпис
Від 2002 року займався танцями, згодом — боксом, посів друге місце на чемпіонаті України. Захоплювався усім військовим: колекціонував кашкети, медалі, ордени. Закінчив технічний коледж та міг продовжити навчання у Національному університеті водного господарства, проте вирішив піти в армію — за контрактом. Було обрано 80-ту аеромобільну бригаду, пройшов у «десятку» — частину, що прямо підпорядковується Президентові. Присягу прийняв в листопаді 2013-го.
Дорога на Схід розпочалась з 8 березня 2014 року — зведена БТГр розпочала виконання завдань ще до початку АТО (це були завдання в різних регіонах України).
Брав участь у визволенні Слов'янська.
В Луганському аеропорту з липня 2014 року. В першу ж ніч по них «працювали» «Гради»; на той момент десантники оточення і проклали «дорогу життя». За деякий час вони знову були заблоковані. День Незалежності 2014-го зустрів під БТРом у луганському аеропорту. 30 серпня на дзвінк и матері перестала відповідати й частина. З аеропорту йшов пішки до Георгіївки; їх забрав один «Урал» й одна БМП в Лутугине. 1 вересня його телефон на якийсь час увімкнувся. Батько побіг сходи в храмі цілувати.
На повернення з фронту у відпустку літом 2018 року після п'яти ротацій чекали батько, мама Оксана та брат. Вступив до Рівненського водного університету — одразу на третій курс.

## Нагороди та вшанування
- Указом Президента України № 854/2019 від 20 листопада 2019 року за «особисту мужність і самовіддані дії, виявлені у захисті державного суверенітету та територіальної цілісності України, зразкове виконання військового обов'язку та з нагоди Дня Десантно-штурмових військ Збройних Сил України» нагороджений орденом «За мужність» III ступеня[1].УКАЗ ПРЕЗИДЕНТА УКРАЇНИ №807/2022

Про відзначення державними нагородами України
За особисту мужність і самовіддані дії, виявлені у захисті державного суверенітету та територіальної цілісності України, вірність військовій присязі постановляю:Нагородити медаллю “За військову службу Україні” МЕДВЕДЮКА Ігоря Миколайовича — старшого лейтенанта